# Việt Nam hóa chiến tranh
Việt Nam hóa chiến tranh (tiếng Anh: Vietnamization) hay Đông Dương hóa chiến tranh là chiến lược của Chính phủ Hoa Kỳ dưới thời tổng thống Richard Nixon trong Chiến tranh Việt Nam, được áp dụng từ ngày 8 tháng 6 năm 1969 trên toàn Đông Dương nhằm từng bước chuyển trách nhiệm chiến đấu cho Việt Nam Cộng hòa và Quân lực Việt Nam Cộng hòa để Mỹ rút dần quân về nước; nhưng vẫn giữ được miền Nam Việt Nam, và cả bán đảo Đông Dương trong tầm ảnh hưởng của Hoa Kỳ.

## Hoàn cảnh ra đời
Ngày 14 tháng 10 năm 1966, Bộ trưởng Quốc phòng Mỹ Robert McNamara, người chịu trách nhiệm chính cho cuộc chiến của Hoa Kỳ tại Nam Việt Nam, đã thừa nhận thất bại của mình. Hơn một năm trước, khi chính thức từ chức Bộ trưởng, McNamara đã gửi một báo cáo dài đến tổng thống Mỹ Lyndon Johnson, khéo léo thừa nhận rằng ông và Lầu Năm Góc gặp bế tắc trong việc kết thúc chiến tranh theo hướng có lợi cho Mỹ và chính phủ Sài Gòn. Tổng thống Johnson cần một cách tiếp cận mới.
Ra đời do thất bại trong Chiến tranh cục bộ, đặc biệt sau tết Mậu Thân, người dân Mỹ thúc ép chính phủ Hoa Kỳ phải sớm chấm dứt chiến tranh và rút quân về nước. Thất bại này đã tác động sâu sắc đến tình hình chính trị nước Mỹ, tổng thống Richard Nixon trong ngày nhậm chức Tổng thống Mỹ (20 tháng 1 năm 1969) đã phải phát biểu: "Nước Mỹ đang có khủng hoảng về tinh thần, mắc kẹt trong chiến tranh, cấu xé và chia rẽ nội bộ. Cuộc Chiến tranh Việt Nam đã gây ra căng thẳng gay gắt với nước Mỹ không riêng về mặt kinh tế, quân sự mà cả xã hội cũng như chính trị. Sự bất đồng cay đắng đã xé rách cơ cấu đời sống tinh thần nước Mỹ và bất kể kết quả chiến tranh như thế nào, vết xé rách vẫn còn lâu mới lành".
Để cứu vãn tình hình bi đát của Mỹ ở Việt Nam, Tổng thống Nixon sau nửa năm cầm quyền đã đề ra "Học thuyết Nixon" và chiến lược quân sự toàn cầu "Răn đe thực tế" thay thế cho chiến lược "Phản ứng linh hoạt" thời Lyndon B. Johnson. Việt Nam hóa chiến tranh là một điểm quan trọng trong chiến lược này.
Melvin Laird – Bộ trưởng Quốc phòng Mỹ coi Việt Nam hóa chiến tranh là "Học thuyết Nixon trong hành động", là "biện pháp kết thúc sự tham gia của Mỹ, bước mở đầu tăng cường lực lượng đồng minh ở châu Á". Việt Nam hóa nghĩa là chuyển dần trách nhiệm tiến hành cuộc chiến cho những người Việt. Nixon đánh giá: "Chính sách này thỏa mãn được mục tiêu của chúng ta (Mỹ) là giảm bớt sự dính líu của Mỹ".
Nguồn gốc tên gọi Việt Nam hóa chiến tranh cũng khá phức tạp. Vào khoảng tháng 3 năm 1969, lúc tổng thống Nixon mới đắc cử, tướng Andrew Goodpaster lúc đó là phụ tá của đại tướng Creighton Abrams (tướng Abrams là Tổng Tư lệnh lực lượng Hoa Kỳ tại Việt Nam) có tham dự một buổi thuyết trình của Hội đồng An ninh Hoa Kỳ. Trong buổi thuyết trình, tướng Goodpaster loan báo rằng Quân lực Việt Nam Cộng hòa bây giờ đã đủ mạnh, đến độ Hoa Kỳ có thể "Phi Mỹ hóa" (De-Americanization) cuộc chiến tại Việt Nam. Ban đầu Nixon và các cố vấn chấp nhận danh từ này. Nhưng sau đó một số cố vấn, trong đó có bộ trưởng quốc phòng Hoa Kỳ Melvin Laird, kiến nghị cái tên này sẽ gây ra rắc rối chính trị và ngoại giao, do nó gián tiếp khẳng định Mỹ là nguyên nhân gây ra cuộc chiến tại Việt Nam, điều này sẽ gây thêm sự bất bình cho người dân Mỹ và sẽ tạo cơ hội tuyên truyền cho Việt Nam Dân chủ Cộng hòa và Mặt trận Dân tộc Giải phóng miền Nam Việt Nam. Bộ trưởng Laird đề nghị chỉ nên dùng một danh từ nào đó gián tiếp có nghĩa là Hoa Kỳ sẽ rút chân khỏi Việt Nam, nhưng tránh không đả động gì tới nước Mỹ. Do đó cái tên mới "nhẹ nhàng" hơn là "Việt Nam hóa chiến tranh" (Vietnamization) được chấp nhận.
Tương tự như chiến lược Da vàng hóa chiến tranh mà quân Pháp áp dụng trong Chiến tranh Đông Dương, Việt Nam hóa chiến tranh có đường lối chiến lược cơ bản là hỗ trợ tăng cường sức mạnh của quân đội bản xứ (cụ thể là quân đội Việt Nam Cộng hoà) để giảm sức ép và thay thế dần cho quân đội ngoại quốc. Tuy vậy, Việt Nam hóa chiến tranh là bước phát triển cao hơn, phối hợp cả ba mũi hoạt động: Quân sự - bình định với hoạt động ngoại giao để vừa tiêu diệt, vừa cô lập đối phương trên trường quốc tế.
Theo quan điểm của Việt Nam Dân chủ Cộng hòa và Chính phủ Cách mạng lâm thời Cộng hòa miền Nam Việt Nam, cũng như Da vàng hóa chiến tranh, chiến lược này thực chất là "Lấy chiến tranh nuôi chiến tranh, dùng người Việt đánh người Việt", dùng chiêu bài "quốc gia giả hiệu" để bù đắp những tổn thất của lực lượng xâm lược, khắc phục những mâu thuẫn gay gắt giữa tổn hao to lớn của chiến tranh với khả năng có hạn của lực lượng xâm lược và phong trào chống chiến tranh ở chính quốc. Đó cũng là quy luật chung của các cuộc chiến tranh xâm lược từ xưa đến nay trong lịch sử Việt Nam, mà trước đó các triều đại Trung Hoa và Pháp đều đã sử dụng. Thực hiện Việt Nam hoá chiến tranh, Mỹ muốn khai thác triệt để nhân-vật lực của Nam Việt Nam phục vụ cho chiến tranh xâm lược, dùng người Việt dưới sự nuôi dưỡng, chỉ huy của Mỹ để giảm bớt gánh nặng cho Mỹ. Thực chất, Việt Nam hoá là sự kết hợp ba loại chiến tranh của Mỹ: "chiến tranh giành dân"; "chiến tranh bóp nghẹt" và "chiến tranh huỷ diệt".

## Nội dung
Việt Nam hóa chiến tranh thực hiện song song với rút quân đội Mỹ, thương lượng ở Paris (Pháp), chia rẽ Việt Nam Dân chủ Cộng hòa-Chính phủ Cách mạng lâm thời Cộng hòa miền Nam Việt Nam với các nước xã hội chủ nghĩa, là một chiến lược nhằm giành thắng lợi với giá chấp nhận được.
Ngày 18 tháng 2 năm 1970, Nixon công bố nội dung chính sách Việt Nam hóa chiến tranh là một chương trình 3 giai đoạn:
- Giai đoạn 1: Từng bước chuyển giao nhiệm vụ chiến đấu trên bộ cho quân đội Sài Gòn, rút dần quân chiến đấu trên bộ của Mỹ ra khỏi Nam Việt Nam.
- Giai đoạn 2: Chuyển giao nhiệm vụ trên không cho quân lực Việt Nam Cộng hòa, trang bị cho quân lực Việt Nam Cộng hòa đủ sức đương đầu với lực lượng quân Giải phóng, giữ vững được Nam Việt Nam và Đông Dương trong vòng ảnh hưởng của Mỹ hay nói cách khác là trong quỹ đạo của Mỹ và không rơi vào tay cộng sản.
- Giai đoạn 3: Hoàn tất những mục tiêu của Việt Nam hóa chiến tranh. Củng cố kết quả đã đạt được, quân Giải phóng sẽ suy yếu đến mức không thể tiếp tục chiến đấu và chiến tranh sẽ kết thúc, 2 miền Việt Nam sẽ trở thành 2 quốc gia riêng biệt.

Trong ba giai đoạn đó, theo Mỹ, giai đoạn 1 (dự kiến thực hiện từ năm 1969 đến giữa năm 1972) là giai đoạn quan trọng nhất được chia làm ba bước để thực hiện:
- Bước 1 (từ năm 1969 đến giữa năm 1970): Bình định một số vùng đông dân quan trọng. Xóa bỏ hoàn toàn các cơ sở cách mạng ở vùng quân Giải phóng kiểm soát. Rút một số đơn vị chiến đấu của Mỹ ra khỏi chiến trường Việt Nam. Khống chế và đẩy lùi quân Giải phóng, làm cho quân Giải phóng không hoạt động được ở quy mô từ đại đội trở lên.
- Bước 2 (từ giữa những năm 1970 đến giữa năm 1971): Bình định được tất cả các vùng đông dân quan trọng. Làm cho quân Giải phóng bị phân tán nhỏ, không hoạt động được từ cấp đại đội trở lên ở những vùng căn cứ. Hoàn thành kế hoạch hiện đại hóa quân lực Việt Nam Cộng hòa, rút phần lớn quân Mỹ về nước.
- Bước 3 (từ giữa năm 1971 đến giữa năm 1972): Cơ bản bình định xong cả miền Nam. Lực lượng vũ trang quân Giải phóng sẽ không còn hoạt động được ở các vùng căn cứ trên biên giới Lào, Campuchia, quân lực Việt Nam Cộng hòa đủ sức đương đầu với khối chủ lực Chính phủ Cách mạng lâm thời Cộng hòa miền Nam Việt Nam. Rút hết lực lượng chiến đấu trên bộ của Mỹ về nước, chỉ duy trì cố vấn quân sự và sĩ quan chỉ huy tác chiến.

Thực hiện kế hoạch chiến lược trên, Mỹ đề ra năm biện pháp cụ thể: 
- Xây dựng quân lực Việt Nam Cộng hòa thành một lực lượng mạnh, hiện đại, đủ sức đương đầu với lực lượng vũ trang quân Giải phóng.
- Củng cố chính quyền các cấp của Việt Nam Cộng hòa, tăng cường viện trợ kinh tế.
- Tập trung sức hoàn thành chương trình bình định, phản kích ra ngoài lãnh thổ miền Nam Việt Nam (sang Lào và Campuchia).
- Tập hợp liên minh chống Cộng khu vực do quân đội và chính quyền Sài Gòn làm nòng cốt.
- Chặn đứng các nguồn tiếp tế chi viện cho quân Giải phóng miền Nam, xúc tiến hoạt động ngoại giao để kiềm chế, cô lập, đẩy lùi cuộc đấu tranh của nhân dân Việt Nam.

## Triển khai

### Tăng cường trang bị cho quân đội Sài Gòn
Việt Nam hóa chiến tranh thực chất không phải là sự rút lui chịu thua để tìm một lối thoát gọn ghẽ cho Mỹ mà là tìm mọi cách giành giật để kết thúc chiến tranh trên thế mạnh. Nói cách khác, với chiến lược mới này, Mỹ không hề từ bỏ các mục tiêu theo Mỹ là ngăn chặn chủ nghĩa cộng sản ở Việt Nam còn theo người cộng sản là thực dân mới, mà thực hiện nó trong điều kiện buộc phải rút dần quân viễn chinh Mỹ ra khỏi miền Nam, giảm dần chi phí chiến tranh mà theo dự tính của Mỹ sẽ chỉ còn ở mức thấp nhất, khoảng 5 tỉ đôla/năm thay vì 30 tỉ đôla/năm trong chiến tranh cục bộ. Với mức chi phí này, theo tính toán của chính quyền Nixon, ngân sách Chính phủ liên bang có thể chịu được, nhân dân Mỹ có thể chấp nhận và quên đi lời hứa của Nixon khi tranh cử tổng thống là "sẽ chấm dứt chiến tranh Việt Nam trong sáu tháng sau ngày lên cầm quyền", ổn định được tình hình chính trị nội bộ nước Mỹ.
Thực hiện kế hoạch của chiến lược "Việt Nam hóa chiến tranh", Mỹ gấp rút củng cố và phát triển quân đội Việt Nam Cộng hòa có đủ sức đảm nhận toàn bộ trách nhiệm về an ninh của Việt Nam Cộng hòa để thay thế dần cho quân viễn chinh Mỹ, cũng như làm lực lượng nòng cốt cho "Khơ-me hóa", "Lào hóa" chiến tranh của Mỹ; đồng thời đẩy mạnh chương trình bình định, mở rộng chiến tranh sang Campuchia, Lào.
Việc phát triển quân đội Việt Nam Cộng hòa, Mỹ và Việt Nam Cộng hòa dự kiến cứ mỗi năm tăng từ 50.000 đến 100.000 quân cho đến khi quân đội này đạt 1.100.000 vào cuối năm 1971. Trong kế hoạch này, Mỹ chú trọng phát triển cả ba quân chủng Hải, Lục, Không quân, nhưng ưu tiên củng cố và phát triển Lục quân. Nếu năm 1969, Lục quân Việt Nam Cộng hòa chia thành bốn loại lực lượng xung kích, lực lượng chống xâm nhập; lực lượng bảo vệ đô thị; lực lượng yểm trợ xây dựng nông thôn thì từ năm 1970 trở đi, lực lượng này được tổ chức thành hai loại:
1. "Lực lượng lưu động" làm nhiệm vụ thường xuyên đánh phá căn cứ, hệ thống tiếp vận của quân Giải phóng, đẩy lùi, ngăn chặn chủ lực quân Giải phóng trở lại hoạt động trong nội địa.
2. "Lực lượng lãnh thổ" làm nhiệm vụ bảo đảm an ninh nội địa, bình định nông thôn.
Các sư đoàn chủ lực bộ binh được bổ sung quân số, hoàn thiện biên chế: một sư đoàn có 12 tiểu đoàn, một trung đoàn có 4 tiểu đoàn. Các đơn vị biệt kích được cải tổ thành các tiểu đoàn biệt động quân biên phòng (37 tiểu đoàn). Hỏa lực yểm trợ cho Lục quân cũng được tăng cường. Trong 3 năm, Lục quân Việt Nam Cộng hòa trang bị tăng lên 1.300 khẩu pháo và 10.000 súng cối các loại, 700.000 súng M16 - loại súng trường hiện đại nhất của quân Mỹ lúc bấy giờ, 30.000 súng phóng lựu, 10.000 đại liên các loại. Tăng-thiết giáp từ 1.037 chiếc năm 1968 lên 1.879 chiếc năm 1972. Mỹ rất quan tâm xây dựng khối bộ binh cơ động, dù, thủy quân Lục chiến. Khối bộ binh cơ động năm 1968 mới có 50 tiểu đoàn, đến cuối năm 1970 tăng lên 90 tiểu đoàn.
Với sự phát triển Lục quân như trên, đến tháng 6 năm 1970, theo Mỹ, quân Việt Nam Cộng hòa có thể đảm nhiệm hầu hết nhiệm vụ chiến đấu trên bộ. Ngày 1 tháng 7 năm 1970, bộ tư lệnh Lục quân Việt Nam Cộng hòa chính thức được thành lập.
Cùng với Lục quân, Hải quân cũng được phát triển. Cuối năm 1971, đầu năm 1972 lực lượng đã lên đến gần 50.000 quân, với 1.600 tàu các loại hoạt động trên biển và trên sông. Không quân Việt Nam Cộng hòa được củng cố và kiện toàn, quân số tăng nhanh từ 35.000 năm 1968 lên hơn 50.000 năm 1971. Với lực lượng đã được tăng cường, năm 1970, Không lực Việt Nam Cộng hòa được tổ chức lại thành 6 sư đoàn, 1 phi đoàn liên lạc, 1 phi đoàn vận tải, 5 phi đoàn trực thăng, 3 phi đoàn khu trục, tổng cộng gần 1.500 máy bay các loại.
Nhìn chung sau 3 năm thực hiện kế hoạch "phát triển và hiện đại hóa quân đội", Mỹ và chính quyền Việt Nam Cộng hòa đã thu được kết quả đáng kể. Quân số Việt Nam Cộng hòa tăng nhanh, vũ khí trang bị được hiện đại hóa với tỷ lệ khá cao (vũ khí đạt 98,7%, quân xa cơ giới đạt 100%, thiết giáp, chiến xa đạt 99,5%, vô tuyến điện các loại đạt 75%), cơ cấu, tổ chức được củng cố thêm một bước. Từ năm 1968 đến năm 1972, quân số Việt Nam Cộng hòa tổng cộng tăng 28%, từ 820 ngàn lên 1,05 triệu quân. Trong đó, Không quân tăng quân số tới 163%, Hải quân tăng 110%, Lục quân tăng gần 8% quân số.

Bản đồ Việt Nam năm 1969 tại Thư viện Liên bang Bắc Carolina

### Bình định nông thôn
Trong "Việt Nam hóa chiến tranh", Nixon coi bình định là "trận cuối cùng, ai thắng trận này sẽ thắng cuộc chiến tranh". Theo Mỹ và chính quyền Sài Gòn thì bình định, dồn dân vào các ấp Tân sinh đời mới là biện pháp chiến lược quyết định sự tồn vong của chế độ Sài Gòn và sự thành, bại của Việt Nam hóa chiến tranh. Cho nên, Mỹ chia bình định làm nhiều giai đoạn để thực hiện: Bình định cấp tốc từ tháng 11 năm 1968 đến tháng 6 năm 1969; bình định phát triển nông thôn từ tháng 7 năm 1969 đến tháng 6 năm 1970; bình định đặc biệt (7-1970 đến 2-1971) rồi chương trình "cộng đồng tự vệ" và "phát triển nông thôn" (3-1971 đến 3-1972).
Biện pháp cơ bản hàng đầu để thực hiện bình định là tăng cường mở rộng và đẩy mạnh quy mô, mật độ hành quân càn quét. Từ năm 1969, các cuộc hành quân càn quét của quân đội Mỹ-Việt Nam Cộng hòa tăng lên một cách đột ngột so với các năm trước đó, nhất là chiến trường Nam Bộ. Năm 1968 có 2.192 cuộc hành quân càn quét, năm 1969 tăng lên 4.344 cuộc, song chỉ riêng 10 tháng đầu năm 1970 đã có tới 745 cuộc hành quân từ cấp tiểu đoàn trở lên. Nếu tính cả hoạt động dưới cấp tiểu đoàn, thì năm 1969 có 10.980 cuộc, năm 1970 tăng lên 23.783 cuộc hành quân càn quét.
Cùng với tăng cường và đẩy mạnh hành quân càn quét, Mỹ còn sử dụng chiến dịch Phượng Hoàng do phân cục tình báo CIA Mỹ ở Sài Gòn lập ra từ cuối năm 1967 dưới danh nghĩa là Văn phòng phụ tá đặc biệt (OSA) để hỗ trợ cho chương trình bình định. Từ năm 1969, tổ chức này phát triển nhanh với quy mô to lớn và sâu rộng từ trung ương đến địa phương với phương thức hoạt động đa dạng như sử dụng các tổ chức tình báo, cảnh sát chìm kết hợp khai thác những đối tượng đầu hàng, đầu thú, điều tra phân loại hạ tầng cơ sở cộng sản. Trên cơ sở đó phát hiện cán bộ cộng sản nằm vùng hoặc những người dân có cảm tình với cộng sản để bắt giam và tiêu diệt.
Theo đánh giá của chính quyền Sài Gòn, từ năm 1969 đến giữa năm 1970 là thời kỳ bình định đạt kết quả tốt nhất. Nhưng từ tháng 6 năm 1970, chương trình bình định bắt đầu bị chặn lại. Cuối năm 1971, theo báo cáo, chính quyền Sài Gòn đã kiểm soát được 7.194 ấp, chiếm 4,4% tổng số ấp loại A và B (loại ấp có an ninh vững), song theo đánh giá của Thompson, cố vấn bình định của Nixon sau khi đi kiểm tra 117 xã ở miền Nam thì: "An ninh bấp bênh, 70% số xã có cộng sản tồn tại. Nếu không giải quyết ngăn chặn thì ngày nào đó cộng sản sẽ lật đổ chế độ".

### Ngoại giao quốc tế
Trong bối cảnh Liên Xô-Trung Quốc đang có mâu thuẫn gay gắt, Hoa Kỳ tích cực dùng các biện pháp ngoại giao để đào sâu chia rẽ, nhằm khiến 2 nước này chấm dứt viện trợ cho Việt Nam Dân chủ Cộng hòa. Các nhà lãnh đạo quan trọng của chính phủ và giới học thuật Mỹ lập luận ủng hộ cái mà họ cho là một chính sách thực tế hơn là chấp nhận hợp tác với chính phủ Trung Quốc.
Ngày 26-6 năm 1969, Tổng thống Mỹ quyết định thay đổi một vài điều kiểm soát mậu dịch đối với nước Trung Hoa của Mao Trạch Đông. Ngay sau đó, Nixon cũng đề nghị Tổng thống Pakistan Agha Muhammad Yahya Khan và lãnh tụ România Ceaucescu chuyển cho Cộng hòa Nhân dân Trung Hoa biết ý muốn nối lại Ngoại giao của mình.
Ngày 27 tháng 4/1971, Đại sứ Pakistan chuyển cho Henry Kissinger một thông điệp của Chu cho biết "Chính phủ Trung Quốc xác nhận lại sự sẵn sàng đón tiếp công khai ở Bắc Kinh một phái viên đặc biệt của Tổng thống Mỹ hoặc Ngoại trưởng hoặc thậm chí bản thân Tổng thống Mỹ".
Một vấn đề quan trọng 2 bên cần bàn thảo là về cuộc chiến tại Việt Nam. Washington hy vọng giành được sự giúp đỡ của Cộng hòa Nhân dân Trung Hoa để sớm chấm dứt cuộc chiến tranh Việt Nam một cách thuận lợi, cho phép Hoa Kỳ "luồn lách trong danh dự" ra khỏi Việt Nam. Theo tính toán, Tổng thống Mỹ phải cố gắng thuyết phục Mao-Chu ép Việt Nam Dân chủ Cộng hòa chấp nhận một giải pháp nhanh chóng cho cuộc chiến.
Kết quả quan trọng của Mỹ là bản Thông cáo Thượng Hải. Những nội dung cơ bản liên quan tới Việt Nam là:
1. Trung Quốc cam kết không can thiệp quân sự vào Đông Dương; đổi lại, Hoa Kỳ cam kết cùng Trung Quốc phối hợp chống "bá quyền" của Liên Xô.
2. Trung Quốc chấp nhận kiềm chế Việt Nam, không tiếp tục viện trợ hay ủng hộ sự thống nhất của Việt Nam; đổi lại, Hoa Kỳ giảm dần đi đến triệt thoái các căn cứ quân sự và quân đội Hoa Kỳ ở Đài Loan.
3. Trung Quốc đồng ý công nhận Việt Nam Cộng hoà; không ủng hộ các hành động quân sự của Chính phủ Cách mạng lâm thời Cộng hòa miền Nam Việt Nam; không chấp nhận thành lập chính phủ liên hiệp ở miền Nam sau khi có hiệp định hòa bình; đổi lại, Hoa Kỳ ủng hộ Trung Quốc giữ ghế Thành viên cố định tại Hội đồng Bảo an Liên Hợp Quốc thay thế cho Đài Loan (Trung Hoa Dân quốc).
Sau khi bản thông cáo được chấp thuận, Trung Quốc đã ngừng cung cấp viện trợ mới cho Việt Nam Dân chủ Cộng hòa kể từ sau 1972. Còn phía Liên Xô thì do không muốn đẩy cao căng thẳng với Trung Quốc, đồng thời đang trong quá trình đàm phán với Hoa Kỳ về vấn đề hạn chế vũ khí hạt nhân chiến lược giai đoạn 1 (SALT I). Do đó từ cuối năm 1971, người Nga đã giảm bớt cung cấp vũ khí hạng nặng cho Việt Nam Dân chủ Cộng hòa. Đạn tên lửa SA-2 giảm từ 45 cơ số/năm xuống 12 cơ số/năm. Phụ tùng MiG-21 từ 50 đơn vị/năm xuống còn 20 đơn vị/năm. Các loại vũ khí mới hơn như: Xe tăng T-62, tên lửa SA-3, máy bay MiG-23... không được viện trợ cho Việt Nam, dù những vũ khí này đã không còn mới mẻ và đã được Liên Xô viện trợ cho khối Ả Rập Tổng hợp lại, lượng viện trợ mà Việt Nam Dân chủ Cộng hòa nhận được từ sau 1972 đã giảm 60% so với trước.

## Suy yếu và phá sản
Trước tình hình mới, tháng 1 năm 1969, Bộ Chính trị Ban Chấp hành Trung ương Đảng Lao động Việt Nam họp bàn biện pháp tháo gỡ khó khăn. Bộ Chính trị nhận định: "Lợi dụng lúc ta có khó khăn địch tập trung lực lượng phản kích quyết liệt trên nhiều hướng làm cho lực lượng vũ trang, chính trị của ta bị tiêu hao, vùng giải phóng bị thu hẹp. Tuy vậy, địch không mạnh mà là hành động điên cuồng trong thế thua, vì thất bại, suy yếu buộc phải xuống thang chiến tranh, nhưng lại muốn xuống thang trên thế mạnh, thế chủ động là một mâu thuẫn vốn có trong chiến lược "Việt Nam hóa chiến tranh" của Mỹ".
Tại Hà Nội, tháng 5 năm 1969, Hội nghị cán bộ cao cấp toàn quân được tổ chức. Chủ tịch Hồ Chí Minh đã nói chuyện thân mật với các đại biểu dự hội nghị và chỉ thị cho quân đội: "Phải xây dựng lực lượng thật tốt, chất lượng thật cao. Luôn luôn cảnh giác, sẵn sàng chiến đấu và chiến đấu giỏi, bảo vệ tốt miền Bắc xã hội chủ nghĩa. Chú ý tiết kiệm sức người và sức của, giữ gìn thật tốt vũ khí trang bị".
Tình hình chung sau sự kiện Tết Mậu Thân, quân Giải phóng bị tổn thất rất lớn, mất đi 1 thế hệ quân kháng chiến, mất đa phần khí tài chiến tranh, cũng như nhiều đơn vị du kích bị suy yếu trầm trọng. Một số đơn vị cấp sư đoàn, trung đoàn phải phân tán tạm thời hoặc rút bộ chỉ huy khỏi địa bàn. Các đơn vị chính quy còn "sống sót" (thật ra là bị tan rã và cố sức tập hợp lại được) phải co cụm về căn cứ cũ cố thủ để bảo vệ các sở chỉ huy và đội cán bộ, trong khi các đơn vị ở vùng biên giới đều rút hẳn ra để bảo toàn lực lượng. Họ phải mất một thời gian dài đưa thêm quân bổ sung từ miền bắc vào để trám chỗ trống, hồi phục chậm chạp trong nhiều điều kiện ngặt nghèo nên sức tiến công không đủ mạnh. Thời gian năm 1969 quân đội Mỹ tiếp tục tăng cường quân số để yểm trợ, còn QLVNCH đã tích cực tuyển thêm lính và hồi phục lực lượng tương đối nhanh. Cán cân lực lượng trở nên bất lợi đối với QGP.
Về tổ chức chiến trường, Trung ương Cục miền Nam quyết định lập lại Khu 7 gồm phân khu 4, tỉnh Biên Hoà, Bà Rịa, Long Khánh và Đặc khu rừng Sác. Các quận nội thành Sài Gòn trước kia tách về các phân khu, nay nhập lại như cũ. Nguyễn Văn Linh, Phó bí thư Trung ương Cục kiêm Bí thư Thành ủy Sài Gòn. Miền Tây Nam Bộ cũng được tăng cường lãnh đạo chỉ huy. Võ Văn Kiệt được cử làm Bí thư Khu ủy, Lê Đức Anh làm Tư lệnh Quân khu 9.
Tại Khu 5, tháng 9 năm 1969, Quân khu ủy cũng họp và chỉ rõ nhiệm vụ trọng tâm hàng đầu của quân khu là: "Diệt kẹp, giành dân". Mọi hoạt động tác chiến của bộ đội chủ lực cũng như bộ đội địa phương đều phải nhằm đạt được mục tiêu này. Muốn vậy, cùng với phát triển lực lượng vũ trang địa phương phải tập trung củng cố các đơn vị chủ lực, phải đánh được những trận lớn làm chuyển biến tình hình.
Tháng 1 năm 1970, Hội nghị Ban Chấp hành Trung ương Đảng Lao động lần thứ 18 được triệu tập. Hội nghị ra Nghị quyết khẳng định: "Sang năm 1969, quân và dân ta đã nỗ lực vượt bậc, tiếp tục phát huy thế chiến lược tiến công... Mặc dầu địch ra sức giành giật quyết liệt với ta, gây cho ta một số khó khăn, đồng thời ta cũng có những thiếu sót và những chỗ yếu, song về căn bản địch không sao gỡ được khỏi thế phòng ngự, xuống thang và thất bại".

### Trên mặt trận ngoại giao
Theo tác giả Hà Minh Hồng trong bài viết Năm 1972 trong Lịch sử Kháng chiến chống Mỹ cứu nước thì mưu đồ của Mỹ trong chính sách ngoại giao nước lớn là: Buộc Trung Quốc cắt giảm viện trợ cho Việt Nam (tức Việt Nam Dân chủ Cộng hòa-Chính phủ Cách mạng lâm thời Cộng hòa miền Nam Việt Nam), hòng ngăn chặn cuộc chiến tranh cách mạng của nhân dân ta (tức Mặt trận Dân tộc Giải phóng miền Nam Việt Nam) ở miền Nam.
Năm ngày sau khi đoàn Mỹ rời Bắc Kinh, Chu Ân Lai bay đi Hà Nội, cam đoan là ông ta không bán rẻ họ trong cuộc họp cấp cao với Nixon. Nhưng trên thực tế, Việt Nam Dân chủ Cộng hòa-Chính phủ Cách mạng lâm thời Cộng hòa miền Nam Việt Nam luôn theo dõi những cuộc gặp gỡ thân tình ở Bắc Kinh với lòng lo ngại và cảnh giác. Theo đánh giá của tác giả Lưu Văn Lợi, bằng kinh nghiệm lịch sử của bản thân, Việt Nam Dân chủ Cộng hòa-Chính phủ Cách mạng lâm thời Cộng hòa miền Nam Việt Nam hiểu rằng đồng minh Trung Quốc đã bán đứng mình  Họ cũng biết chắc chắn rằng cả Liên Xô cũng sẽ không đặt họ lên trên lợi ích quốc gia của mình, do đó không thể trông chờ ở Bắc Kinh hay Moskva nữa mà phải tự dựa vào sức mình.
Việt Nam Dân chủ Cộng hòa đã bày tỏ quan điểm của mình nhân dịp Đoàn Chính phủ Cách mạng Lâm thời Cộng hòa miền Nam Việt Nam tham dự Hội nghị Phong trào Không Liên kết năm 1973 (Hội nghị Cấp cao 4 Alger, Algérie 1973) - Tại Hội nghị này, Cộng hòa miền Nam Việt Nam trở thành Thành viên Chính thức của Phong trào Không Liên kết; từ năm 1970 đến năm 1973, Cộng hòa miền Nam Việt Nam là Quan sát viên của Phong trào Không Liên kết. Nhân sự kiện này, Báo Nhân dân đã ra Bài Xã luận quan trọng "Thắng lợi của Xu thế Cách mạng" - Bài Xã luận này được các nước lớn trên Thế giới (Liên Xô, Trung Quốc, Hoa Kỳ,...) quan tâm đặc biệt - Bài Xã luận tỏ rõ Quan điểm của Việt Nam Dân chủ Cộng hòa và Cộng hòa miền Nam Việt Nam là "Thời kỳ của các nước lớn tập trung lại để đè bẹp các nước nhỏ đã vĩnh viễn qua rồi". Qua Bài Xã luận này, Việt Nam Dân chủ Cộng hòa đã thể hiện thái độ không khuất phục của mình trước sức ép của các nước lớn (Cụ thể là Hoa Kỳ và Trung Quốc)..
Như vậy dù Hoa Kỳ giành được nhiều kết quả trên mặt trận ngoại giao, nhưng hiệu quả thu được không như mong đợi. Cả Liên Xô và Trung Quốc đều không có ảnh hưởng nhiều tới Việt Nam Dân chủ Cộng hòa-Chính phủ Cách mạng lâm thời Cộng hòa miền Nam Việt Nam như Hoa Kỳ nghĩ. Cho dù có bị các đồng minh cắt viện trợ hay gây sức ép, Việt Nam Dân chủ Cộng hòa-Chính phủ Cách mạng lâm thời Cộng hòa miền Nam Việt Nam vẫn quyết tâm tiếp tục chiến tranh cho tới thắng lợi cuối cùng.

### Trên mặt trận quân sự
Để tiếp tục thực hiện các mục tiêu của Việt Nam hóa chiến tranh, trước mắt Mỹ phải củng cố tình hình ở Campuchia không xấu thêm và giằng co đất ở Lào. Để đạt được mục tiêu trên, Mỹ cho rằng phải cắt đứt được hoàn toàn tuyến vận tải chiến lược làm cho các lực lượng chiến đấu của quân Giải phóng ở chiến trường không còn nguồn chi viện về người và vật chất kỹ thuật. Lúc đó quân Giải phóng miền Nam sẽ tan rã, Việt Nam hóa chiến tranh sẽ thành công.
Một trong những trọng điểm mà Mỹ nhằm vào là khu vực Đường 9 - Nam Lào để cắt đứt tuyến Đường mòn Hồ Chí Minh. Vì vậy, Mỹ sử dụng một lực lượng lớn mở cuộc hành quân lớn mang tên chiến dịch Lam Sơn 719 đánh vào khu vực này, huy động 30.000 quân Việt Nam Cộng hòa được yểm trợ hỏa lực bởi hàng trăm trực thăng, phi cơ và hơn 15.000 quân Mỹ. Cùng với cuộc hành quân Lam Sơn 719, Mỹ còn mở cuộc hành quân "Toàn thắng 1-1971" đánh sang vùng đông bắc Campuchia và cuộc hành quân "Quang Trung 4" đánh ra Vùng 3 biên giới tại tỉnh Kon Tum. Cùng một lúc mở 3 cuộc hành quân tại 3 địa điểm trên tuyến hành lang chiến lược Bắc - Nam, mục tiêu của Mỹ là phân tán lực lượng chủ lực quân Giải phóng để tập trung đánh sang Nam Lào; đồng thời thực hiện chia cắt "kép" tuyến hành lang chiến lược ở điểm Sê Pôn, A-tô-pơ, Mỏ Vẹt - Lưỡi Câu, trọng điểm là Sê Pôn.
Tuy nhiên thông tin về cuộc hành quân Lam Sơn 719 đã bị đoán biết ngay từ đầu. Nhờ chủ động chuẩn bị trước một bước về lực lượng và vật chất nên ngay sau khi cuộc hành quân mở màn (30-1-1971), Bộ Chính trị Đảng Lao động đã chỉ thị cho Quân ủy Trung ương, Bộ Quốc phòng: "Nhất thiết phải đánh thắng trận này vì đây là một trong những trận có ý nghĩa chiến lược, thắng trận này, không những ta giữ được tuyến vận tải chiến lược, tiêu diệt được một bộ phận quan trọng quân chủ lực địch, làm thất bại cố gắng cao nhất trong quá trình thực hiện "Việt Nam hóa chiến tranh", tạo chuyển biến căn bản có tính chiến lược cho phong trào cách mạng ba nước Đông Dương".
Kết quả, quân lực Việt Nam Cộng hòa bị sa vào thế trận mà Quân Giải phóng miền Nam Việt Nam bố trí sẵn và bị thiệt hại nặng. Đến ngày 23-3 năm 1971, toàn bộ quân Mỹ - VNCH bị đánh bật trở về biên giới với thương vong lên tới trên 20.000 quân. Số phương tiện bị mất cũng rất lớn: 108 trực thăng bị bắn rơi và 618 chiếc bị bắn hỏng, 1.138 xe quân sự (có 528 xe tăng và xe bọc thép), 112 khẩu pháo và súng cối cỡ lớn bị mất. Việc các đơn vị tinh nhuệ nhất của quân đội Việt Nam Cộng hòa thất bại nhanh chóng ở Nam Lào đã báo hiệu sự thất bại trong nỗ lực hiện đại hóa quân đội này để thay thế cho quân viễn chinh Mỹ.
Cùng với đánh bại cuộc hành quân Lam Sơn 719 ở Lào, trên hướng Campuchia, cuộc hành quân "Toàn thắng 1-1971" cũng bị đánh bại. Sau thất bại của cuộc hành quân "Toàn thắng 1-1971", quân lực Việt Nam Cộng hòa tập trung lực lượng cố giữ cho được Snun hòng duy trì bàn đạp tiến công lấn chiếm vùng căn cứ quân Giải phóng, hạn chế mọi hoạt động của lực lượng vũ trang quân Giải phóng trong mùa mưa năm 1971. Tuy nhiên, sau khi liên tục bị công kích, trưa 30 tháng 5 năm 1971, quân Việt Nam Cộng hòa cũng phải bỏ Snun, theo đường 13 rút về Việt Nam. Khu căn cứ ở Mỏ Vẹt - Lưỡi Câu của quân Giải phóng được củng cố vững chắc.
Cuộc hành quân Quang Trung 4 trên địa bàn Tây Nguyên bắt đầu từ ngày 27 tháng 2 năm 1971. Song vừa ra quân đã bị tổn thất nặng, quân lực Việt Nam Cộng hòa phải rút khỏi Ngọc Tô Ba về phòng ngự trên tuyến Plây-cu - Đắc Mót - Tân Cảnh. Quân đoàn 2 Việt Nam Cộng hòa vội mở cuộc hành quân "Quang Trung 6" nhằm giải toả khu vực này. Liên tục từ ngày 1 đến ngày 16 tháng 4 năm 1971, 20 tiểu đoàn thuộc các Sư đoàn 22, 23, liên đoàn 2 biệt động quân, lữ đoàn 2 dù ra phản kích song không chiếm lại được vị trí đã mất, ngược lại còn bị diệt thêm 3 tiểu đoàn, 9 tiểu đoàn khác bị đánh thiệt hại nặng.
Như vậy, trên cả ba hướng mở các cuộc hành quân lớn là đông bắc Campuchia, Đường 9 - Nam Lào và Vùng 3 biên giới đều bị đánh bại. Kế hoạch cắt Đường mòn Hồ Chí Minh, yếu tố then chốt trong chiến lược Việt Nam hóa đã thất bại.
Khu vực Cánh Đồng Chum - một vùng chiến lược quan trọng nhằm giữ lợi thế về quân sự và chính trị ở Lào. Tháng 12 năm 1971, quân Giải phóng mở chiến dịch tiến công khôi phục lại Cánh Đồng Chum. Ngày 18 tháng l năm 1971, chiến dịch mở màn, chỉ sau 3 ngày (từ 18 đến 20-12-1971), quân Giải phóng phá vỡ toàn bộ tập đoàn phòng ngự vòng ngoài của từ Cánh Đồng Chum đến Mường Sủi gồm các cụm phòng ngự Phu Tâng - Phu Tợn - Phu Keng, quân Thái Lan chỗ dựa của quân Hoàng gia Lào bị giáng một đòn nặng.
Từ cuối năm 1971, quân Việt Nam Cộng hòa đã bị đẩy về thế phòng ngự bị động, quân Giải phóng chuyển sang thế chủ động tấn công. Một loạt chiến dịch thất bại cho thấy quân Việt Nam Cộng hòa dù được tăng cường trang bị hiện đại nhưng vẫn không đương đầu được với chủ lực quân Giải phóng, lực lượng trụ cột thực hiện chiến lược Việt Nam hóa đã không thực hiện được nhiệm vụ đề ra.

### Trên mặt trận chống bình định
Theo nhận định của Bộ Chính trị năm 1971, quân Việt Nam Cộng hòa tập trung lực lượng đánh sang Lào và Campuchia, ở trong nước, quân chủ lực còn lại mỏng và sơ hở. Đây là điều kiện thuận lợi để phá chương trình bình định. Bộ Chính trị đã điện cho Trung ương Cục miền Nam, Quân ủy Miền và các khu ủy miền Nam "đẩy mạnh tiến công và nổi dậy, đập tan kế hoạch bình định của địch".
Ở Trị Thiên, đến cuối năm 1971, quân Giải phóng kiểm soát thêm 40 thôn xã vùng giáp ranh và tranh chấp, làm chủ về ban đêm 117 thôn, xây dựng được cơ sở cách mạng ở 472 thôn trong tổng số 841 thôn. Kế hoạch bình định của Việt Nam Cộng hòa bị đẩy lùi một bước.
Phong trào chống bình định ở đồng bằng sông Cửu Long, đặc biệt là vùng căn cứ U Minh diễn ra suốt 1971. Từ đầu năm 1969, Việt Nam Cộng hòa nhiều lần tổ chức những cuộc hành quân lớn nhằm bình định lấn chiếm U Minh nhưng đều thất bại. Cuối năm 1970, Việt Nam Cộng hòa tổ chức Sư đoàn 9 và Sư 21 bộ binh, liên đoàn biệt động quân, lữ đoàn B thủy quân lục chiến, thiết đoàn 9 và nhiều giang đoàn có sự yểm trợ của không quân tấn công U Minh, song cũng bị thất bại. Chương trình bình định ở miền Tây Nam Bộ bị chững lại. Căn cứ U Minh của quân Giải phóng được giữ vững, củng cố và mở rộng.
Trên toàn miền Nam, năm 1970, Việt Nam Cộng hòa kiểm soát được 7.200 ấp và khu dồn, thì đến năm 1971 chỉ còn kiểm soát được 4.860 ấp, khu dồn. Chương trình bình định thụt lùi một bước nghiêm trọng. Thompson, chuyên gia về bình định trong một báo cáo mật gửi cho Nixon thừa nhận: "Tình hình bình định nông thôn đang suy sụp. Lực lượng làm nhiệm vụ an ninh yếu. Chủ lực buộc phải đối phó ở vòng ngoài không thể rút về được. Tinh thần quân địa phương kém, nhất là sau Nam Lào và Snun. Do đó nếu Việt cộng đánh mạnh, chương trình bình định có thể thất bại".
Những chương trình phát triển kinh tế trong khuôn khổ Việt Nam hoá chỉ đạt những kết quả rất hạn chế vì những trận ném bom, bắn pháo vào xóm làng, các cuộc hành quân càn quét, dồn dân diễn ra liên miên. Trong những điều kiện đó, để lấp vào chỗ trống thiếu hụt của nền kinh tế Việt Nam Cộng hòa, hàng hoá Mỹ nhập vào miền Nam ngày càng nhiều, biến miền Nam thành một thị trường tiêu thụ hàng Mỹ. Kết quả là kinh tế Việt Nam Cộng hòa càng phụ thuộc nặng nề vào viện trợ của Mỹ, làm thui chột sức sản xuất nội bộ.
Về "Việt Nam hoá chiến tranh", Bộ Quốc phòng Mỹ nhận xét, "Mục tiêu của Mỹ nhằm tăng cường các lực lượng quân sự Việt Nam Cộng hòa và khả năng đẩy lùi kẻ địch thông qua chương trình Việt Nam hoá, cuối cùng đã bị thất bại, vì quân đội Việt Nam Cộng hòa ngày càng phụ thuộc vào viện trợ quân sự và giúp đỡ kỹ thuật của Mỹ"; "Những cố gắng ban đầu của chính phủ Việt Nam Cộng hòa nhằm định ra chương trình bình định và phát triển nông thôn đã thất bại, vì đó là những chương trình đầu đuôi lẫn lộn được vạch ra một cách vụng về"

## Thất bại
Quá trình sụp đổ của chiến lược Việt Nam hóa chiến tranh được thể hiện của việc Quân lực Việt Nam Cộng hòa thất bại trong Chiến dịch Lam Sơn 719. Trong chiến dịch này, Quân lực Việt Nam Cộng hòa không những không đạt được những mục tiêu đã đề ra mà còn bị thất bại nặng nề. Điểm yếu về tinh thần và khả năng tác chiến của Quân lực Việt Nam Cộng hòa đã được bộc lộ hết qua kết quả trận đánh. Bất chấp được trang bị vượt trội về số lượng và chất lượng vũ khí, quân số đông hơn nhưng quân lực Việt Nam Cộng hòa vẫn bị đánh bại.
Sau khi giành lại thế chủ động chiến lược, Quân Giải phóng miền Nam Việt Nam tập trung lực lượng rồi tung ra đòn tổng tấn công năm 1972, huy động 14 sư đoàn và 26 trung đoàn độc lập. Do đã bảo vệ được hành lang Đường mòn Hồ Chí Minh, lượng hàng tiếp tế tăng, nên Quân Giải phóng miền Nam Việt Nam lần đầu tiên đã được cung cấp những trang bị hạng nặng như xe tăng và pháo xe kéo. Phương thức tác chiến cũng thay đổi, từ bộ binh vận động chiến như trước kia chuyển sang hiệp đồng binh chủng quy mô lớn.
Quy mô đòn tấn công khiến chính quyền Mỹ cũng như quân lực Việt Nam Cộng hòa kinh ngạc. Chỉ trong thời gian ngắn, 3 tuyến phòng thủ được dày công chuẩn bị ở Quảng Trị, Bắc Tây Nguyên và Đông Nam Bộ bị chọc thủng. Quân Giải phóng miền Nam Việt Nam đã kiểm soát Quảng Trị và Lộc Ninh, uy hiếp 3 khu vực quan trọng là An Lộc, Kon Tum và Huế.
Trước nguy cơ sụp đổ của quân lực Việt Nam Cộng hòa, Hoa Kỳ phát động chiến dịch Linebacker I để cứu nguy, dùng không quân oanh kích các vị trí của Quân Giải phóng miền Nam Việt Nam, đánh phá miền Bắc, đồng thời tăng cường viện trợ vũ khí cho quân Việt Nam Cộng hòa để quân đội này phản công trở lại. Chiến sự diễn ra ác liệt tới cuối năm, quân Việt Nam Cộng hòa được sự yểm trợ của Mỹ về hỏa lực và đã giữ An Lộc, Kon Tum và phần còn lại của Quảng Trị, còn Quân Giải phóng miền Nam Việt Nam cũng đã cài được thế "da báo" ở ven phần lãnh thổ mới kiểm soát được. Đầu năm 1973, hai bên đều kiệt sức và quay về thế cầm cự.
Đại hội Đảng Dân chủ Mỹ diễn ra vào tháng 7-1972 đã ghi vào cương lĩnh "Sự trống rỗng của "Việt Nam hóa": "Chính phủ Sài Gòn, mặc dù đã được Mỹ ủng hộ ồ ạt vẫn không có sức sống. Nó không có hiệu lực về quân sự, chia rẽ về chính trị và gần như suy sụp về kinh tế". Các tướng lĩnh Mỹ nhận xét: "Hiệu quả chiến đấu của Quân lực Việt Nam Cộng hòa không đều, họ đứng vững được bởi sự trợ giúp của các cố vấn Mỹ và hỏa lực yểm trợ mạnh mẽ của Mỹ từ trên không" và: "Các điểm yếu nội tại trong cấu trúc chỉ huy của Việt Nam Cộng hòa đã xuất hiện trở lại, khi họ tỏ ra quá phụ thuộc vào yểm trợ hỏa lực của Mỹ".
Tổng Tham mưu trưởng quân đội Việt Nam Cộng hòa, tướng Cao Văn Viên viết: "Cuộc tiến công 1972 của đối phương đã làm nổi bật lên một cách bi thảm nhất sự yếu kém cơ bản của quá trình Việt Nam hóa"
Kết thúc chiến cục vào năm 1972, quân Giải phóng kiểm soát thêm 10% lãnh thổ miền Nam, một thành công khiêm tốn về quân sự. Nhưng kết quả chính trị, ngoại giao lại rất khả quan: dư luận Hoa Kỳ trở nên quá mệt mỏi, mãnh liệt đòi chấm dứt mọi dính líu đến Việt Nam. Trong bản ghi âm được giải mật sau này về cuộc trao đổi giữa Tổng thống Mỹ Richard Nixon và ngoại trưởng Henry Kissinger, Nixon nói rõ việc ông đã quyết định sẽ bỏ mặc "đứa con" Việt Nam Cộng hòa để có thể thoát khỏi cuộc chiến ở Việt Nam
Henry Kissinger: Tôi nghĩ Thiệu nói đúng đấy. Hiệp định đó (Hiệp định Paris) sẽ đẩy Việt Nam Cộng hòa vào thế nguy hiểm
Richard Nixon: Nó (Việt Nam Cộng hòa) phải tự chống đỡ thôi... Nếu nó chết thì cứ để nó chết. Nó lớn rồi, chúng ta không thể cứ cho nó bú mớm mãi được.
Những thất bại, chiến thắng nhỏ giọt về quân sự đã khiến thế thượng phong trên bàn đàm phán chuyển từ phái đoàn Hoa Kỳ sang phái đoàn Việt Nam Dân chủ Cộng hòa-Chính phủ Cách mạng lâm thời Cộng hòa miền Nam Việt Nam. Tháng 1/1973, Hiệp định Paris được ký kết, trong đó điều khoản quan trọng nhất là quân Mỹ rút hết khỏi miền Nam, trong khi Quân đội Nhân dân Việt Nam được phép ở lại các vị trí tại miền Nam, điều mà Hoa Kỳ trước đó từ chối ký kết.
Nhượng bộ này được chính phủ Mỹ chấp nhận bất chấp việc chính quyền Sài Gòn ra sức phản đối, có thể coi là dấu chấm hết cho các mục tiêu Việt Nam hóa chiến tranh. Mỹ đã tìm được lối thoát danh dự khỏi Việt Nam. Do trách nhiệm với đồng minh Việt Nam Cộng hòa, Mỹ vẫn duy trì viện trợ và cố vấn quân sự, song sự tồn vong của chính phủ này chủ yếu là do khả năng của họ tự quyết định, bởi Mỹ sẽ không cử quân viễn chinh sang tham chiến nữa. Tuy nhiên, đây vẫn là sự "lách luật" để vi phạm Hiệp định bởi Hiệp định nghiêm cấm Mỹ tiếp tục cung cấp vũ khí vào miền Nam Việt Nam.

## Việt Nam sau đó
Sau khi Hiệp định Paris được ký kết, ngay trong đêm 27 rạng sáng 28/01/1973, chính quyền Nguyễn Văn Thiệu đã tổ chức chiến dịch Tràn ngập lãnh thổ nhằm lấn đất, chiếm dân của Chính phủ Cách mạng lâm thời Cộng hòa miền Nam Việt Nam. Đây là chiến dịch cuối cùng của chiến lược Việt Nam hóa, và thất bại vì không thể giữ được lãnh thổ cho đến khi hiệp định Paris có hiệu lực. Thế trận tạm lắng xuống với các xung đột lẻ tẻ. Tới giữa tháng 10/1973, sau khi có nhiều nỗ lực chính trị không đạt được thành công trong việc yêu cầu chính quyền Nguyễn Văn Thiệu thực thi nghiêm chỉnh Hiệp định Paris, Chính phủ Cách mạng lâm thời Cộng hòa miền Nam Việt Nam chuyển hướng sang phản kích. Một biến cố nghiêm trọng xảy ra, đầu năm 1974 Trung Quốc chiếm đoạt quần đảo Hoàng Sa và làm 74 binh sĩ Quân lực VNCH thiệt mạng, Nguyễn Văn Thiệu không có khả năng tái chiếm nên đã yêu cầu quân đội tràn ngập lãnh thổ, lấn chiếm các vùng kiểm soát của Mặt Trận Dân Tộc Giải Phóng. Tình hình chiến sự rơi vào trạng thái giằng co trong năm 1974 nhưng cho tới cuối năm 1974 mới có những trận đánh lớn xảy ra.
Tới tháng 7/1974, để phản kích trước việc Hiệp định liên tục bị vi phạm tại khu vực Quảng Nam - Đà Nẵng, Quân Giải phóng miền Nam Việt Nam tiến hành tấn công và kiểm soát toàn bộ căn cứ Thượng Đức của Quân lực Việt Nam Cộng hòa. Tới tháng 12/1974, với lý do buộc phải có hành động vũ trang để buộc chính quyền Nguyễn Văn Thiệu thực thi Hiệp định, Quân Giải phóng miền Nam Việt Nam tiến hành Chiến dịch Đường 14 - Phước Long. Chiến dịch này đã giúp QGP đánh giá tương quan lực lượng hai bên và cho thấy Mỹ sẽ không can thiệp trở lại vào Việt Nam.
Tháng 3 năm 1975, Chính phủ Cách mạng lâm thời Cộng hòa miền Nam Việt Nam tiến hành Tổng tiến công và nổi dậy mùa xuân 1975 với mục đích ban đầu là tạo điều kiện để thành lập Chính phủ liên hiệp ba thành phần ở miền Nam, để ép Việt Nam Cộng hòa về khuôn khổ bản hiệp định. Nhưng tới nửa cuối chiến dịch Tây Nguyên, mục tiêu chuyển sang là buộc chính quyền Sài Gòn đầu hàng vô điều kiện để tránh thương vong và cũng do không còn tin tưởng vào thái độ của chính quyền Sài Gòn. Phía Tổng thống Dương Văn Minh của Việt Nam Cộng hòa cũng nhanh chóng chấp nhận đầu hàng để loại bỏ khả năng các cường quốc can thiệp vào quá trình tái thống nhất của Việt Nam.. Tới tháng 4/1976, Chính phủ Cách mạng lâm thời Cộng hòa miền Nam Việt Nam và Việt Nam Dân chủ Cộng hòa tiến hành Tổng tuyển cử năm 1976 trên phạm vi cả nước để tiến hành thống nhất hai miền.

## Đánh giá
Theo Ngoại trưởng Chính phủ Cách mạng lâm thời Cộng hòa miền Nam Việt Nam, sau này là Phó Chủ tịch nước của nước Việt Nam thống nhất cho rằng:
| “ | "Nói về cuộc chiến tranh chống Mỹ cứu nước vừa qua, mọi người đều hiểu đó là cuộc chiến đấu của nhân dân Việt Nam từ Nam chí Bắc chống sự xâm lược của Mỹ, để giải phóng dân tộc, giành độc lập và thống nhất đất nước. Cũng có người cho rằng cuộc chiến tranh có yếu tố nội chiến là do chính sách "Việt Nam hóa chiến tranh" của Mỹ đã đẩy một số người Việt Nam chống lại nhân dân của mình". | ” |